# Belfast City Hospital
Belfast City Hospital – przystanek kolejowy w Belfascie, w Irlandii Północnej. Znajdują się tu 2 perony.